# Линобамбаки
Линобамбаки — название общины, проживавшей некогда на Кипре. Сегодня она является частью турок-киприотов.

## Этимология
Слово Линобамбаки образовано из сочетания двух греческих слов: λινο (lino), «лён» и βάμβακοι (vamvaki), «хлопок». Оно использовалось как метафора, чтобы подчеркнуть тот факт, что несмотря на католические корни, внешне они вели себя как мусульмане.

## История
В результате Турецко-венецианской войны Кипр остался под властью Османской империи, и сразу после её окончания на католическое население острова были наложены санкции. Поскольку турецко-венецианское противостояние достигло к тому времени наивысшей точки, католики Кипра представляли угрозу для безопасности османов, опасавшихся возможного возвращения венецианцев. Вследствие этого османы менее терпимо относились к католической общине, чем к православным грекам. Помимо политического и религиозного давления, католики также испытывали экономическое угнетение, в частности, были лишены прав на владение собственностью. В числе католиков, подвергшихся гонениям, были Латины, венецианцы, генуэзцы, марониты и армяне, которые приняли ислам, чтобы избежать рабства, притеснения или смерти и которых впоследствии стали называть Линобамбаки.
Внешне Линобамбаки не придерживались и не демонстрировали своих религиозных убеждений, поскольку их переход в ислам был фиктивным. В обычной жизни у них было или одно христианское и одно мусульманское имя, или некое общее имя, которое встречалось как в той, так и в другой религии, например, Ибрагим (Авраам), Юсуф (Иосиф) или Муса (Моисей). Во время ежегодных воинских призывов их часто забирали в османскую армию, и они уклонялись от уплаты налогов для немусульманского населения. Линобамбаки не перешли полностью в традиционную мусульманскую веру, а лишь демонстрировали соблюдение религиозных обычаев и верований, что давало им преимущества, предоставляемые только мусульманам. Например, они часто пили алкоголь, употребляли в пищу свинину и не посещали церковную службу — традиции, напоминающие современную культуру турок-киприотов. Многие деревни Линобамбаки носят имена христианских святых и начинаются со слова άγιος (ayios), что означает «святой» и обозначает их католическое происхождение. Культурные и исторические корни Линобамбаки можно проследить в жизни и литературе турецких киприотов. Например, два самых известных персонажа кипрского фольклора — это Гавур Имам и Хасан Поули (Були). Линобамбаки составляли большую часть участников всех бунтов и мятежей против османского правления и других правительственных органов на острове.

## Сегодня
Османская система миллет была упразднена во времена британского правления. В этот период население Кипра было поделено на две основные группы в ходе переписи и в административных документах. Из-за политики поляризации, проводимой Британской администрацией, Линобамбаки стали частью общины турок-киприотов.
Сегодня, в связи с политикой Турции в отношении турецких киприотов и массовыми нелегальными турецкими поселениями на севере острова, общественные беспорядки привели к росту напряженности между турецкими киприотами и турками. В ответ на конфликт началось возрождение корней Линобамбаки со стороны турецкой кипрской общины, что привело к созданию ряда организаций и групп.